# ياقوتية مشرقية
الياقوتية المشرقية أو جَوْثَن شرقي أو قسطل الأرض أو مُكَحَّلَة (باللاتينية: Hyacinthus orientalis) نوع من النباتات يتبع جنس الياقوتية من الفصيلة الهليونية. تعد من نباتات الزينة المهمة.

## الموئل والانتشار
موطنها الأصلي هو المناطق الغربية الجنوبية من قارة آسيا مثل بلاد الشام وتركيا وإقليمي نجد واليمامة في السعودية. انتشرت أيضًا في مناطق كثيرة من جنوب أوروبا.

## احتياجات النبات
يحتاج النبات إلى:
1 - تربة خصبة ويفضل طمي ناعم والرمل الأبيض.
2 - رطوبة كافية.
3 - ضوء كافٍ.

## طريقة الزراعة والتربية
وتزرع الأبصال في شهر أكتوبر أو نوفمبر، وتوضع كل بصلة في أصيص نمرة صغير، ويملأ الأصيص بخلطة من الطمي الناعم والرمل الأبيض وتراب الورق وتوضع البصلة في وسط الأصيص
على أن يظهر منها حوالي 1سم فوق سطح التربة
وتغطى الأصص بأصص أخرى تقلب فوقها وتسد الثقوب .
وتحفظ في مكان ظليل جاري الهواء ويتم ريها بحذر كلما
جفت التربة على ألا يصل الماء إلى قلب البصلة حتى لا تتعفن
وتوفير الاظلام للأبصال يشجع انباتها ويعمل على تسريع استطالة الحامل الزهري ويرفع الغطاء عندما تصل النباتات إلى طول 15 سم، وتبدأ بعدها الازهار بالتفتح.

## الإزهار
تزهر الأبصال في الربيع بين شهري آذار/مارس و نيسان/أبريل وتزهر مبكرا في شهر كانون الثاني/يناير إذا زرعت في شهر أيلول/سبتمبر. تعرف بأزهارها الصغيرة ذات الرائحة العطرية العذبة وألوانها المتعددة الجذابة. ومن ألوانها: الأزرق - الأبيض - البنفسجي - الزهري.